# Constitution de Sao Tomé-et-Principe
Lire en ligne

Consulter

La Constitution de la République démocratique de Sao Tomé-et-Principe (en portugais : Constituição da República Democrática de São Tomé e Príncipe) désigne la loi fondamentale de Sao Tomé-et-Principe.

## Constitutions précédentes
Sao-Tomé-et-Principe a connu les constitutions suivantes :
- la Constitution santoméenne de 1975, adoptée à l'unanimité par l'Assemblée constituante le 1er novembre 1975[1] et mise en place le 5 novembre ;
- la Constitution santoméenne de 1980 ;
- la Constitution santoméenne de 1987 ;
- la Constitution santoméenne de 1990, adopté en mars 1990 puis entrée en vigueur le 10 septembre de la même année ;
- la Constitution santoméenne de 2003[2].

## Sources